# Балі (протока)
Протока Балі — морська протока в акваторії Малайського архіпелагу між островом Балі в Індонезії та Явою. Ширина протоки — 2,4 км. Тут зустрічаються Тихий та Індійський океани.
| Індонезія | Це незавершена стаття з географії Індонезії. Ви можете допомогти проєкту, виправивши або дописавши її. |